# Barbora Osvaldová
Barbora Osvaldová (* 30. ledna 1950, Praha) je česká novinářka, publicistka a vysokoškolská pedagožka.
Působí jako členka etické komise při Syndikátu novinářů ČR, také dlouhodobě pracuje na Fakultě sociálních věd Univerzity Karlovy. Je spoluautorkou řady odborných publikací věnujících se žurnalistice a publicistice. Považuje se za feministku.>

## Biografie
Narodila se v roce 1950 v Praze, jejím otcem byl scenárista a spisovatel Ivan Osvald, sestrou je Gabriela Osvaldová. Od roku 1968 studovala Fakultu sociálních věd a publicistiky v Praze, ale po ukončení studií se v důsledku normalizace nemohla novinařině věnovat naplno, tak alespoň přispívala svými články do dětských časopisů. Po roce 1990 působí jako pedagožka na FSV UK, kde pracuje dodnes. Je činná také v Syndikátu novinářů.
Má dvě dcery, novinářku a spisovatelku Terezu Boehmovou a Zuzanu Boehmovou.

## Dílo
- Slovník žurnalistiky: Výklad pojmů a teorie oboru, Jan Halada (ed.), Barbora Osvaldová (ed.), Nakladatel: Karolinum 2017
- Česká publicistika mezi dvěma světovými válkami: Jana Čeňková, Barbora Osvaldová Nakladatel: Academia 2017
- Co je bulvár, co je bulvarizace: Barbora Osvaldová, Nakladatel: Karolinum 2016
- Zpravodajství v médiích, Barbora Osvaldová, kol. Nakladatel: Karolinum 2014
- O komentáři, o komentátorech: Kolektivní monografie k žánru, Barbora Osvaldová, Nakladatel: Karolinum 2013
- O reportáži, o reportérech, Barbora Osvaldová (ed.), Alice Tejkalová (ed.) Nakladatel: Karolinum 2010
- Žurnalistika v informační společnosti: Proměny a perspektivy žurnalistiky v epoše digitálních médií aneb nová média teoreticky i prakticky: Barbora Osvaldová, Alice Tejkalová, Nakladatel: Karolinum 2009
- Praktická encyklopedie žurnalistiky a marketingové komunikace, Jan Halada, Barbora Osvaldová, Nakladatel: Libri 2007
- Česká média a feminismus, Barbora Osvaldová Nakladatelé: Libri, SLON 2004
- Praktická encyklopedie žurnalistiky (2. vyd), Jan Halada, Barbora Osvaldová, kolektiv, Nakladatel: Libri 2002